# カールズバッド (ニューメキシコ州)
カールズバッド（Carlsbad）は、アメリカ合衆国ニューメキシコ州の都市。エディ郡の郡庁所在地である。人口は3万2238人（2020年）。
カールズバッドは標高953メートルで、チワワ砂漠とペコス川流域に位置している。テキサス州境をまたいで60キロメートル南西にはグアダルーペ山脈国立公園がある。カールズバッド洞窟群国立公園は市の30キロメートル南東に位置している。市の80キロメートル圏内にはカールズバッド湖を含む3つの人工湖がある。

## 地理
カールズバッドは北緯32度24分43秒 西経104度14分11秒 / 北緯32.41194度 西経104.23639度に位置している。アメリカ合衆国国勢調査局によると、都市の総面積は73.6 km² (28.4 mi²)である。水面積は、全体の0.18%の0.1 km² (0.1 mi²)である。

## 歴史
ペコス川の川岸沿いに位置し、カールズバッドはもともと1888年9月15日にエディ（Eddy）の町と命名され、1893年に地方自治体として組織された。薬効のある質の地元の鉱泉の商業的発展と共に、有名なヨーロッパのスパの一つであるボヘミアのカールスバート（現在のチェコ共和国のカルロヴィ・ヴァリ）にちなんで、町はその名前をカールズバッドに変えた。1918年3月25日、ニューメキシコ州知事はカールズバッドを都市と宣告した。
1901年、地元のカウボーイによるカールズバッド洞窟（当時は「バットケーヴ（コウモリの洞窟）」と知られていた）の再発見とそれに続く1930年5月14日のカールズバッド洞窟群国立公園の創設は、カールズバッドの町を非常に有名にした。
1925年、炭酸カリウムがカールズバッド近くで発見され、長年の間カールズバッドはアメリカの炭酸カリウム市場で優位を占めた。1960年代に炭酸カリウム市場が衰退した後は、居住者とカールズバッドの指導者たちは、核廃棄物隔離試験施設の建設を働きかけた。議会は1979年にWIPP計画を認可し、1980年に建設が始まった。アメリカ合衆国エネルギー省カールズバッド地区オフィスは1993年にオープンし、最初の廃棄物の輸送は1999年に到着した。
なお、1961年12月10日にはカールズバッドの南東40kmの地点で地下核実験のノーム実験（Project GNOME、3.1キロトン）が行われている。これはヌガ作戦およびプラウシェア計画の一環として、炭酸カリウム鉱山近辺で実施された。

## 人口動勢
以下は2000年の国勢調査における人口統計データである。
基礎データ
- 人口: 25,625人
- 世帯数: 9,957世帯
- 家族数: 6,949家族
- 人口密度: 348.7/km² (903.3/mi²)
- 住居数: 11,421軒
- 住居密度: 155.4/km² (402.6/mi²）

人種別人口構成
- 白人: 77.40%
- アフリカン・アメリカン: 2.20%
- ネイティブ・アメリカン: 1.25%
- アジア人: 0.71%
- 太平洋諸島系: 0.08%
- その他の人種: 15.84%
- 混血: 2.52%
- ヒスパニック・ラテン系: 36.75%

世帯と家族（対世帯数）
- 世帯数: 9,957世帯
- 18歳未満の子供がいる: 32.9%
- 結婚・同居している夫婦: 52.1%
- 未婚・離婚・死別女性が世帯主: 13.1%
- 非家族世帯: 30.2%
- 単身世帯: 26.6%
- 65歳以上の老人1人暮らし: 12.0%
- 平均構成人数
  - 世帯: 2.51人
  - 家族: 3.03人

年齢別人口構成
- 18歳未満: 27.1%
- 18-24歳: 8.4%
- 25-44歳: 24.7%
- 45-64歳: 22.6%
- 65歳以上: 17.1%
- 年齢の中央値: 38歳
- 性比（女性100人あたりの男性の人口）
  - 総人口: 92.9人
  - 18歳以上: 88.8人

収入と家計
- 収入の中央値
  - 世帯: 30,658米ドル
  - 家族: 35,640米ドル
  - 性別
    - 男性: 31,214米ドル
    - 女性: 19,228米ドル
- 人口1人あたり収入: 16,496米ドル
- 貧困線以下
  - 対家族数: 13.1%
  - 対人口: 16.5%
  - 18歳未満: 21.4%
  - 65歳以上: 11.2%

## 経済
カールズバッドのエリアの経済は、第一に鉱物採取業に基づいている。都市は豊富に石油とガスを産出するパーミアン・ベースン上に横たわり、アメリカ合衆国のどの位置よりも多い炭酸カリウムを産出する。カールズバッドは合衆国エネルギー省のカールズバッド出張所の中心地で、排出された超ウラン廃棄物を核廃棄物隔離試験施設で安全に格納している。サービス業は、いくつかのコールセンターと大きい医学転写センターがあり、カールズバッドで最も新しい成長産業である。都市の50マイル圏内にある観光地には、ふたつの国立公園、リンカーン国有林、en:Living Desert Zoo and Gardens State Parkがあり、クリスマスにはPecos Light Showが行われる。

## 教育、研究施設
カールズバッドの教育は、カールズバッド地方学区、ニューメキシコ州立大学カールズバッド校、サウスウエスト・カレッジの分校、ノースウッド大学で構成される。カールズバッドには、ニューメキシコ州立大学の環境調査研究センター、ニューメキシコ工科大学の国立洞窟カルスト研究センター、国立公園局やカールズバッド市営のいくつかの研究施設がある。合衆国エネルギー省のサンディア国立研究所とロスアラモス国立研究所もカールズバッドに支所を持つ。
カールズバッド都市発展局は、熟練製造技術訓練センターを含む、航空産業技術公園を運営している。カールズバッド高等学校は、合衆国で最大のキャンパスの広さを持つ。

## 交通
カールズバッドはルート62/180とルート285の二つの大きな高速道路が交差している。

## 空港
カヴァーンシティ空港はカールズバッドのすぐ南に位置する公的な空港である。現在ニューメキシコ航空のみが、カールズバッドから、ニューメキシコ州のアルバカーキ、ホッブス、ロズウェルへ運航している。

## 名所
- カールズバッド洞窟群国立公園
- グアダルーペ山脈国立公園
- Living Desert Zoo and Gardens 州立公園
- 国立洞窟カルスト研究センター
- The Cascades of カールズバッド
- リンカーン国有林
- Project GNOME
- Project Playground
- カールズバッド・スケートパーク